# Hundelaufanlage

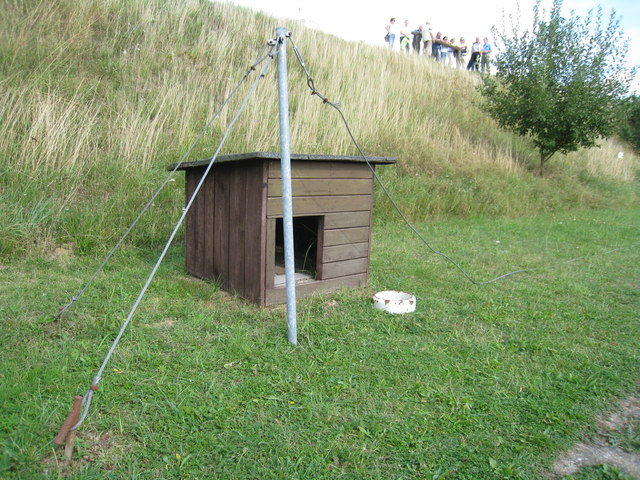
Hundelaufanlage, Schlagsdorf, Museum Grenzhus

Eine Hundelaufanlage ist eine Einrichtung, um einem Wachhund einen beschränkten Auslauf zu ermöglichen. Sie besteht aus einem zwischen zwei Pfosten gespannten Seil, an dem die Kette mit dem Wachhund befestigt wird. Der Wachhund kann entlang des Seiles entlanglaufen und sich von diesem so weit entfernen, so weit es die Kette, an der der Hund befestigt ist, ermöglicht. Meist liegt innerhalb des Bewegungsbereichs des Hundes auch eine Hundehütte als Wetterschutz.

## Hundelaufanlagen an der innerdeutschen Grenze

Merkblatt zum DDR-Grenzsperrsystem (1980er Jahre) mit Hundelaufanlage (Nr. 16)

Hundelaufanlagen waren auf der DDR-Seite der innerdeutschen Grenze weit verbreitet. Dort wurden sie ab Anfang der 1980er Jahre als Ersatz und Ergänzung für Selbstschussanlagen und Minenfelder installiert. Es wurden Hunde eingesetzt, die sich auf 100 bis 200 m langen Abschnitten an einem gespannten Stahlseil entlangbewegen und so auf Bewegungen innerhalb ihres Sichtfeldes mit Gebell aufmerksam machen konnten. Betreut wurden die Hundelaufanlagen vom Diensthundewesen der Grenztruppen der DDR im Auftrag des Ministeriums für Nationale Verteidigung. Nach der Wende stand dieses vor der Aufgabe, für rund 4.000 umgangssprachlich „Trassenhunde“ genannte Diensthunde eine neue Verwendung zu finden. 1500 Tiere fanden in Haushalten der DDR ein neues Zuhause, 2500 vermittelte der Deutsche Tierschutzbund in der Bundesrepublik.